# Římskokatolická farnost u kostela sv. Kříže, Znojmo
Římskokatolická farnost u kostela sv. Kříže, Znojmo je územní společenství římských katolíků s farním kostelem Nalezení svatého Kříže ve městě Znojmo ve znojemském děkanství.

## Historie farnosti
Farní kostel je spojen s působením dominikánského řádu a jeho klášterem ve Znojmě. Založen byl pravděpodobně v roce 1230 spolu s klášterem podle legendy na přímluvu svatého Hyacinta. Tento kostel měl bohatou historii jako poutní místo, protože vlastnil větší úlomek ze Svatého Kříže. Roku 1555 zničil kostel i s klášterem velký požár.
Dominikáni zde působili do roku 2014, kdy svoji činnost dočasně přerušili. Klášter dominikánů Znojmo je dál distančně ve správě dominikánů.

## Duchovní správci
Farnost spravovali dominikáni. Administrátorem byl od listopadu 2008 do srpna 2014 P. Ing. Mgr. Petr Alvarez Kodeda OP.Od 1. září 2014 dominikáni přerušili své působení v této farnosti a farnost je nyní spravována z farnosti Znojmo-sv. Mikuláš. Administrátorem excurrendo je od září 2014 znojemský děkan Mons. Jindřich Bartoš.

## Bohoslužby
| Kostel                 | Místo  |  | Bohoslužba (den)                                  | Hodina                                               | Poznámka     |
| ---------------------- | ------ |  | ------------------------------------------------- | ---------------------------------------------------- | ------------ |
| Nalezení svatého Kříže | Znojmo |  | neděle, pondělí úterý středa čtvrtek pátek sobota | 8.00,10.00 18.00 18.00 (ve školním roce 17.00) 18.00 | Farní kostel |

## Primice
Dne 26. června 2005 slavil primici ve farnosti novokněz P. Mgr. Pavel Lazárek. 

## Aktivity ve farnosti
Dnem vzájemných modliteb farností za bohoslovce a bohoslovců za farnosti brněnské diecéze je 15. březen. Adorační den připadá na 9. srpen. Farní kostel je možné si prohlédnout během každoroční Noci kostelů.
Ve farnosti se pravidelně koná tříkrálová sbírka. V roce 2017 činil její výtěžek na území Znojma 147 365 korun.
Ve farnosti funguje od roku 1954 chrámový sbor sv. Kříže. Jeho současnou dirigentkou je Mgr. Jarmila Navrkalová. Sbor svým zpěvem doprovází především významnější bohoslužby v kostele sv. Kříže a občas vystupuje i koncertně. Příležitostně spolupracuje s Pěveckým sdružením Vítězslav Novák a Znojemským komorním orchestrem.